# 杜鵑座ν
杜鵑座ν，又名CP-62 6348，HD 213442、SAO 255247、HR 8582，是杜鵑座的一颗恒星，视星等为4.81，位于銀經326.58，銀緯-48.3，其B1900.0坐标为赤經22h 26m 14.5s，赤緯-62° -48.3′ 45″。